# Gu Ja-geon
Gu Ja-geon (hangul= 구자건), es un actor surcoreano.

## Carrera
Es miembro de la agencia Casting Q.
En noviembre de 2018 se unió al elenco recurrente de la serie Clean with Passion for Now donde dio vida a Gil Oh-dol, el amigo de (Lee Do-hyun).
En enero de 2019 apareció como invitado en la serie The Running Mates: Human Rights donde interpretó al soldado Koo Ja-keon.
En enero de 2020 se unió al elenco recurrente de la serie web Real:Time:Love 2 donde dio vida al estudiante Woo Hyun, hasta el final de la temporada en marzo del mismo año. 
En agosto del mismo año se unió al elenco de la serie web Real:Time:Love 3 donde nuevamente interpretó a Woo Hyun, el compañero de clases de Hong Yeon y Moon Ye-chan, hasta el final de la serie web en octubre del mismo año.
El 20 de noviembre del mismo año se unió al elenco de la cuarta temporada de "Real:Time:Love": Real:Time:Love 4 donde volvió a dar vida a Woo Hyun, hasta el final de la serie el 8 de enero de 2021.
El 31 de diciembre del mismo año apareció en la película Boston 1947 como un miembro del equipo de maratón de Go-jeong.
En mayo de 2021 se unió al elenco recurrente de la serie Move to Heaven donde interpretó a un oficial de la policía de Cheongwon.

## Filmografía

### Series de televisión
| Año         | Título                          | Personaje                        | Notas               |
| ----------- | ------------------------------- | -------------------------------- | ------------------- |
| 2022        | Shooting Stars                  | Pasajero                         | ep. #1 - (invitado) |
| 2022        | Twenty-Five Twenty-One          | Entrevistado                     | ep. #4 - (invitado) |
| 2021        | Jirisan                         | Estudiante                       | 2 episodios         |
| 2021        | Move to Heaven                  | Oficial de la Policía            |                     |
| 2021        | So I Married an Anti-Fan        | Estudiante                       |                     |
| 2020 - 2021 | Real:Time:Love 4                | Woo Hyun                         | (serie web)         |
| 2020        | Mr. Queen                       | Portador del Palanquín de Comida | ep. #6              |
| 2020        | Real:Time:Love 3                | Woo Hyun                         | (serie web)         |
| 2020        | Rugal                           | Joven Enmascarado                |                     |
| 2020        | Memorist                        | Oficial de la Policía            |                     |
| 2020        | Real:Time:Love 2                | Woo Hyun                         | (serie web)         |
| 2019 - 2020 | Who Kissed Me                   | Ha Tae-sung                      | (serie web)         |
| 2019        | Psychopath Diary                | Acosador                         |                     |
| 2019        | Leverage                        | Guardaespaldas                   |                     |
| 2019        | The Running Mates: Human Rights | Koo Ja-keon                      |                     |
| 2019        | Class of Lies                   | Luchador                         |                     |
| 2019        | All-Boys High                   | Oh Seung-woo                     | (serie web)         |
| 2018        | Clean with Passion for Now      | Amigo de Gil Oh-dol              |                     |

### Películas
| Año  | Título                       | Personaje                                | Notas                                                                     |
| ---- | ---------------------------- | ---------------------------------------- | ------------------------------------------------------------------------- |
| 2021 | Remember                     | Universitario                            | junto a Lee Sung-min, Nam Joo-hyuk, Jung Man-sik y Lee Woo-joo            |
| 2020 | Boston 1947                  | Miembro del Equipo de Maratón            | junto a Ha Jung-woo, Im Si-wan, Bae Seong-woo, Kim Sang-ho y Park Hyo-joo |
| 2020 | The Singer                   | Mensajero de la Estación                 |                                                                           |
| 2018 | Heung-boo: The Revolutionist | Ciudadano                                |                                                                           |
| 2018 | Blind                        | Personal de la Tienda de Conveniencia    |                                                                           |
| 2017 | 1987: When The Day Comes     | Manifestante de la Universidad de Yonsei |                                                                           |